# (35920) 1999 JJ101
1999 JJ101 (asteroide 35920) é um asteroide da cintura principal. Possui uma excentricidade de 0.10825040 e uma inclinação de 7.92531º.
Este asteroide foi descoberto no dia 13 de maio de 1999 por LINEAR em Socorro.